# Magdalena Kozak (szachistka)
Magdalena Kozak (ur. 5 maja 1988 w Suwałkach) – polska szachistka, mistrzyni międzynarodowa od 2008 roku.

## Kariera szachowa
Jest trzykrotną medalistką indywidualnych mistrzostw Polski juniorek w szachach klasycznych: dwukrotnie srebrną (Krynica-Zdrój 2003, do lat 16 i Łeba 2006, do lat 18) oraz brązową (Kołobrzeg 2000, do lat 12). W latach 2005 (w Suwałkach) i 2006 (w Trzebini) wystąpiła w finałowych turniejach o mistrzostwo kraju kobiet, zajmując odpowiednio IX i VIII miejsce. W 2007 r. zdobyła w Mielnie brązowy medal mistrzostw Polski w szachach błyskawicznych. Jest również dwukrotną medalistką drużynowych mistrzostw Polski w szachach błyskawicznych: srebrną (Polanica-Zdrój 2005) oraz brązową (Bydgoszcz 2009).
Normy na tytuł mistrzyni międzynarodowej wypełniła w latach 2005 (na mistrzostwach Polski w Suwałkach), 2006 (w Cappelle-la-Grande) oraz 2007 (na ekstralidze w Ustroniu).
Najwyższy ranking w karierze osiągnęła 1 kwietnia 2006 r., z wynikiem 2206 punktów zajmowała wówczas 18. miejsce wśród polskich szachistek.